# Kovács Dénes (újságíró)
Sepsiszentgyörgyi és szemerjai Kovács Dénes (Nagyvárad, 1861. november 24. – Zamárdi, 1948. március 1.) bölcseleti doktor, kereskedelmi és polgári iskolai tanár.

## Élete
Apja tekintélyes polgár és az 1848–49-es forradalom és szabadságharc alatt honvéd hadnagy volt (meghalt 1893-ban). Kovács Dénes középiskoláit szülővárosában, majd Temesvárott és Pesten végezte; az egyetemen ugyanitt hallgatta a bölcseleti tudományokat és 1885-ben nyerte el magyar- és német irodalomból, valamint esztétikából a bölcseletdoktori oklevelet. 1886-ban a berlini egyetemre ment, ahol két félévet töltött, irodalmi, nyelvészeti és jogi tanulmányokkal foglalkozva; titkára volt a berlini magyar egyesületnek.
Hírlapírói küldetésben beutazta úgyszólván egész Európát. 1889-ben három hétig tanulmányozta a párizsi világkiállítást. Részt vett 1893-ban Konstantinápolyban Széchenyi Ödön gróf basa jubileumán, amikor a szultán a Tachlisie érdemrenddel és fermánnal tüntette ki. 1894-ben három hétig volt Turinban Kossuth Lajos betegágyánál, halálánál és utóbb ravatalánál, mint több fővárosi lap levelezője. Ő készítette az utolsó interjút Kossuthtal. Mint az Otthon-kör delegáltja részt vett az 1897-ben Stockholmban és 1898-ban Lisszabonban tartott nemzetközi hírlapírói kongresszuson. 1890-től a székesfővárosi IX. kerületi kereskedelmi és polgári iskolánál mint tanár működött. 1901 és 1922 között a Kis Újságnak volt a felelős szerkesztője, emellett a Budapestben is publikált. 1922-ben felhagyott az újságírással, ezután néha jelentek csak meg cikkei a Budapesti Hírlapban és a Mai Napban.
Az Otthon Írók és Hírlapírók Körének főkönyvtárnoka volt, valamint a nagyváradi Szigligeti Társaság tagja.
A hírlapírással 1882-ben kezdett foglalkozni, amikor belső munkatársa lett a Radó Antal szerkesztésében megjelent Magyar Ujság c. politikai napilapnak. 1883-ban a Polonyi Géza szerkesztésében megindult Nemzeti Ujság politikai lap kötelékébe lépett. 1884-ban a Hircsarnok kőnyomatú lap belmunkatársa lett, amelynek a segédszerkesztője lett. 1886-tól belmunkatársa volt a Budapest politikai napilapnak, melynek irodalmi és művészeti rovatát vezette. Ugyanez időtől állandó munkatársa volt a Vasárnapi Ujságnak; majdnem valamennyi fővárosi napi lapba nagy számmal írt cikkeket.

## Írásai
Cikkei többek közt a nagyváradi Szabadságban (1886. 288. sz. A 66-ik külföldi magyar legio szervezete), a Pesti Naplóban (1887. 226. sz. A peleskei nótárius, két czikk a Gvadányi Albumból), a Vasárnapi Ujságban (1888. A legelső magyar tűzoltó. 1889. Ürge Ignácz chinai magyar hittérítő, A kerepesi temető, A technologiai iparmúzeum új palotája, 1890. A nádor család sirboltja 1891. A szabadságharcz szobra, 1892. Küry Klára), a Művészeti Lapokba (1896. Schickedanz Albert); a Fővárosi Lapoknak is munkatársa volt.

## Munkái
- Gróf Gvadányi József élete és munkái. Irodalom-történeti tanulmány. Budapest, 1884 (doktori értekezés) Online
- A berlini magyar egyesület negyvenéves története. Berlin, 1886
- A kerepes-uti temető. Utmutató és tájékoztató. Húsz ábrával és egész temetőtérképpel. Budapest, 1894
- A magyar királyi anyakönyvvezető. Tájékoztató az állami anyakönyvvezetők számára. Budapest, 1895 (Ism. Vasárnapi Ujság 39. sz.)
- Házassági káté. Az új egyházpolitikai törvény a gyakorlati életben. A nagyközönség számára kérdésekben és feleletekben. Budapest, 1895

Szerkesztette a Gvadányi Albumot, gróf Gvadányi József szakolcai lakóházának emléktáblával való megjelölése alkalmából (Budapest, 1887. Ism. Főv. Lapok 226. sz.) és a Koronázási Emlékkönyvet a király koronázásának 25 éves évfordulójára, Sziklay Jánossal együtt Budapesten 1892-ben.